# З'єднання многогранників
З'єднання многогранників — геометричне тіло, складене з деяких многогранників, що мають спільний центр. З'єднання є тривимірним аналогом багатокутних з'єднань, таких як гексаграма.
Зовнішні вершини з'єднання можна з'єднати, утворивши опуклий многогранник, який називають опуклою оболонкою. З'єднання є огрануванням опуклої оболонки.
Усередині з'єднання утворюється менший опуклий многогогранник, спільна частина всіх членів з'єднання. Його називають ядром набору зірчастих многогранників.

## Правильні з'єднання
Правильне з'єднання многогранників можна визначити як з'єднання, яке, як і в разі правильних многогранників, є вершинно-транзитивним, реберно-транзитивним та гране-транзитивним. Існує п'ять правильних з'єднань многогранників.
| З'єднання                         | Малюнок | Сферичне подання | Опукла оболонка | Ядро              | Симетрія       | Підгрупа для одного складника | Двоїстий                         |
| --------------------------------- | ------- | ---------------- | --------------- | ----------------- | -------------- | ----------------------------- | -------------------------------- |
| Два тетраедри (зірчастий октаедр) |         |                  | Куб             | Октаедр           | *432 [4,3] O h | *332 [3,3] T d                | Самодвоїстий                     |
| П'ять тетраедрів                  |         |                  | Додекаедр       | Ікосаедр          | 532 [5,3] + I  | 332 [3,3] + T                 | Енантіоморфний хіральний двійник |
| Десять тетраедрів                 |         |                  | Додекаедр       | Ікосаедр          | *532 [5,3] I h | 332 [3,3] T                   | Самодвоїстий                     |
| П'ять кубів                       |         |                  | Додекаедр       | Ромботриаконтаедр | *532 [5,3] I h | 3*2 [3,3] T h                 | П'ять октаедрів                  |
| П'ять октаедрів                   |         |                  | Ікосододекаедр  | Ікосаедр          | *532 [5,3] I h | 3*2 [3,3] T h                 | П'ять кубів                      |

Найвідомішим є з'єднання двох тетраедрів. Кеплер назвав це з'єднання латиною stella octangula (зірчастий октаедр). Вершини двох тетраедрів задають куб, а їх перетин є октаедром, грані якого лежать на тих самих площинах, що й грані складових тетраедрів. Таким чином, з'єднання є зведенням до зірчастої форми октаедра і фактично його єдиним можливим зведенням.
Зірчастий октаедр можна також розглядати як двоїсто-правильне з'єднання.
З'єднання п'яти тетраедрів має дві дзеркальні версії, які разом дають з'єднання десяти тетраедрів. Всі з'єднання тетраедрів самодвоїсті, а з'єднання п'яти кубів двоїсте з'єднанню п'яти октаедрів.

## Двоїсті з'єднання
Двоїсте з'єднання — це з'єднання многогранника і двоїстого йому, розташованих взаємно протилежно відносно спільної вписаної або напіввписаної сфери, так що ребро одного многогранника перетинає двоїсте ребро двоїстого многогранника. Існує п'ять таких з'єднань правильних многогранників.
| Компоненти                                     | Малюнок | Опукла оболонка   | Ядро           | Симетрія      |
| ---------------------------------------------- | ------- | ----------------- | -------------- | ------------- |
| Два тетраедри (зірчастий октаедр)              |         | Куб               | Октаедр        | *432 [4,3] Oh |
| Куб і октаедр                                  |         | Ромбододекаедр    | Кубооктаедр    | *432 [4,3] Oh |
| додекаедр та ікосаедр                          |         | Ромботріаконтаедр | Ікосододекаедр | *532 [5,3] Ih |
| великий ікосаедр і великий зірчастий додекаедр |         | Додекаедр         | Ікосододекаедр | *532 [5,3] Ih |
| малий зірчастий додекаедр і великий додекаедр  |         | Ікосаедр          | Додекаедр      | *532 [5,3] Ih |

Тетраедр самодвоїстий, отже, двоїсте з'єднання тетраедра з двоїстим йому є також зірчастим октаедром.
Двоїсті з'єднання куб-октаедр та додекаедр-ікосаедр є ззірченнями кубооктаедра та ікосододекаедра відповідно.
З'єднання малого зірчастого додекаедра і великого додекаедра виглядає зовні як той самий малий зірчастий додекаедр, оскільки великий додекаедр міститься повністю всередині нього. Тому зображення малого зірчастого додекаедра, наведене вище, показано у вигляді реберного каркаса.

## Однорідні з'єднання
1976 року Джон Скіллінг (John Skilling) опублікував статтю Однорідні з'єднання однорідних многогранників, у якій перерахував 75 з'єднань (серед них 6 нескінченних множин призматичних з'єднань, № 20-25), отриманих з однорідних многогранників за допомогою обертань. (Кожна вершина є вершинно-транзитивною.) Список включає п'ять з'єднань правильних многогранників зі списку вище .
Ці 75 однорідних з'єднань наведено в таблиці нижче. У більшості з'єднань різні кольори відповідають різним складникам. Деякі хіральні пари розфарбовано згідно з дзеркальною симетрією.
- 1-19: суміш (4,5,6,9,17 є п'ятьма правильними з'єднаннями)

|  |  |  |  |  |  |
|  |  |  |  |  |  |
|  |  |  |  |  |  |
|  |  |  |  |  |  |

- 20-25: симетрія призм, вкладена в діедричну симетрію в тривимірному просторі[en],

|  |  |  |  |  |  |

- 26-45: симетрія призм, укладена в октаедричну[en] або ікосаедричну[en] симетрію,

|  |  |  |  |  |  |
|  |  |  |  |  |  |
|  |  |  |  |  |  |
|  |  |  |  |  |  |

- 46-67: тетраедрична симетрія, вкладена в октаедричну або ікосаедричну симетрію,

|  |  |  |  |  |  |
|  |  |  |  |  |  |
|  |  |  |  |  |  |
|  |  |  |  |  |  |

- 68-75: енантіоморфні пари

|  |  |  |  |  |  |
|  |  |  |  |  |  |

## Інші з'єднання
| |  |
| З'єднання чотирьох кубів (ліворуч) не є ні правильним, ні двоїстим, ні однорідним з'єднанням. Двоїсте йому з'єднання чотирьох октаедрів (праворуч) однорідне. |  |

- З'єднання трьох октаедрів[en]
- З'єднання чотирьох кубів

Два многогранники, які є з'єднаннями, але їх елементи строго вкладені в малий складний ікосододекаедр (з'єднання ікосаедра та великого додекаедра) і великий складний ікосододекаедр (з'єднання малого зірчастого додекаедра і великого ікосаедра). Якщо прийняти узагальнене визначення однорідного багатогранника, вони будуть однорідними.

Розділ ентіаноморфних пар у списку Скіллінга не містить з'єднань двох великих кирпатих додекоікосододекаедрів, оскільки грані- пентаграми збігаються. Видалення граней, що збігаються, приведе до з'єднання двадцяти октаедрів.

## Чотиривимірні з'єднання
|            |            |
| 75 {4,3,3} | 75 {3,3,4} |

У чотиривимірному просторі існує багато правильних з'єднань правильних політопів. Коксетер перерахував деякі з них у своїй книзі Правильні многогранники.
Самодвоїсті:
| З'єднання                    | Симетрія               |
| ---------------------------- | ---------------------- |
| 120 п'ятикомірників          | [5,3,3], порядок 14400 |
| 5 двадцятичотирьохкомірників | [5,3,3], порядок 14400 |

Двоїсті пари:
| З'єднання 1                   | З'єднання 2                   | Симетрія                |
| ----------------------------- | ----------------------------- | ----------------------- |
| 3 шістнадцятикомірники        | 3 тесеракти                   | [3,4,3], порядок 1152   |
| 15 шістнадцятикомірників      | 15 тесерактів                 | [5,3,3], порядок 14400  |
| 75 шістнадцятикомірників      | 75 тесерактів                 | [5,3,3], порядок 14400  |
| 300 шістнадцятикомірників     | 300 тесерактів                | [5,3,3] +, порядок 7200 |
| 600 шістнадцятикомірників     | 600 тесерактів                | [5,3,3], порядок 14400  |
| 25 двадцятичотирьохкомірників | 25 двадцятичотирьохкомірників | [5,3,3], порядок 14400  |

Однорідні з'єднання з опуклими чотиривимірними многогранниками:
| З'єднання 1 вершинно-транзитивне | З'єднання 2 комірково-транзитивне | Симетрія                |
| -------------------------------- | --------------------------------- | ----------------------- |
| 2 шістнадцятикомірники           | 2 тесеракти                       | [4,3,3], порядок 384    |
| 100 двадцятичотирьохкомірників   | 100 двадцятичотирьохкомірників    | [5,3,3] +, порядок 7200 |
| 200 двадцятичотирьохкомірників   | 200 двадцятичотирьохкомірників    | [5,3,3], порядок 14400  |
| 5 шестисоткомірників             | 5 стодвадцятикомірників           | [5,3,3] +, порядок 7200 |
| 10 шестисоткомірників            | 10 стодвадцятикомірників          | [5,3,3], порядок 14400  |

Двоїсті позиції:
| З'єднання                              | Симетрія                |
| -------------------------------------- | ----------------------- |
| 2 п'ятикомірники {{3,3,3}}             | [[3,3,3]], порядок 240  |
| 2 двадцятичотирьохкомірників {{3,4,3}} | [[3,4,3]], порядок 2304 |

### З'єднання правильних чотиривимірних многогранників
Самодвоїсті зірчасті з'єднання:
| З'єднання      | Симетрія               |
| -------------- | ---------------------- |
| 5 {5,5/2,5}    | [5,3,3]+, порядок 7200 |
| 10 {5,5/2,5}   | [5,3,3], порядок 14400 |
| 5 {5/2,5,5/2}  | [5,3,3]+, порядок 7200 |
| 10 {5/2,5,5/2} | [5,3,3], порядок 14400 |

Двоїсті пари з'єднань зірок:
| З'єднання 1  | З'єднання 2  | Симетрія               |
| ------------ | ------------ | ---------------------- |
| 5 {3,5,5/2}  | 5 {5/2,5,3}  | [5,3,3]+, порядок 7200 |
| 10 {3,5,5/2} | 10 {5/2,5,3} | [5,3,3], порядок 14400 |
| 5 {5,5/2,3}  | 5 {3,5/2,5}  | [5,3,3]+, порядок 7200 |
| 10 {5,5/2,3} | 10 {3,5/2,5} | [5,3,3], порядок 14400 |
| 5 {5/2,3,5}  | 5 {5,3,5/2}  | [5,3,3]+, порядок 7200 |
| 10 {5/2,3,5} | 10 {5,3,5/2} | [5,3,3], порядок 14400 |

Однорідні з'єднання зірок :
| З'єднання 1 вершинно-транзитивне | З'єднання 2 комірково-транзитивне | Симетрія               |
| -------------------------------- | --------------------------------- | ---------------------- |
| 5 {3,3,5/2}                      | 5 {5/2,3,3}                       | [5,3,3]+, порядок 7200 |
| 10 {3,3,5/2}                     | 10 {5/2,3,3}                      | [5,3,3], порядок 14400 |

## Теорія груп
У термінах теорії груп, якщо G — група симетрії з'єднання многогранників і група діє транзитивно на многогранник (так що будь-який многогранник може перейти в будь-якій іншій, як в однорідних з'єднаннях), тоді, якщо H є стабілізатором одного вибраного многогранника, многогранники можна визначити за орбітою G/H.

## З'єднання мозаїк
Існує вісімнадцять двопараметричних сімейств правильних з'єднань мозаїк на евклідовій площині. У гіперболічному просторі відомі п'ять однопараметричних сімейств та сімнадцять ізольованих мозаїк, але список не завершено.
Евклідові та гіперболічні сімейства 2 {p,p} (4 ≤ p ≤ ∞, p ціле) аналогічні сферичним зірчастим октаедрам, 2 {3,3}.
| Самодвоїсті | Двоїсті | Двоїсті | Самодвоїсті |
| 2 {4,4}     | 2 {6,3} | 2 {3,6} | 2 {∞,∞}     |
| ----------- | ------- | ------- | ----------- |
|             |         |         |             |
|             | 3 {6,3} | 3 {3,6} | 3 {∞,∞}     |
|             |         |         |             |

Відомим сімейством правильних евклідових з'єднань стільників у просторах розмірності п'ять і вище є нескінченне сімейство гіперкубічних стільників, що мають спільні вершини та грані. Таке з'єднання може мати довільне число гіперкубічних стільників.
Існують також двоїсто-правильні з'єднання мозаїк. Простим прикладом є E2-з'єднання шестикутної мозаїки та її двоїстої трикутної. Евклідове з'єднання двох гіперкубічних стільників правильне і двоїсто правильне.